# ليبيد A

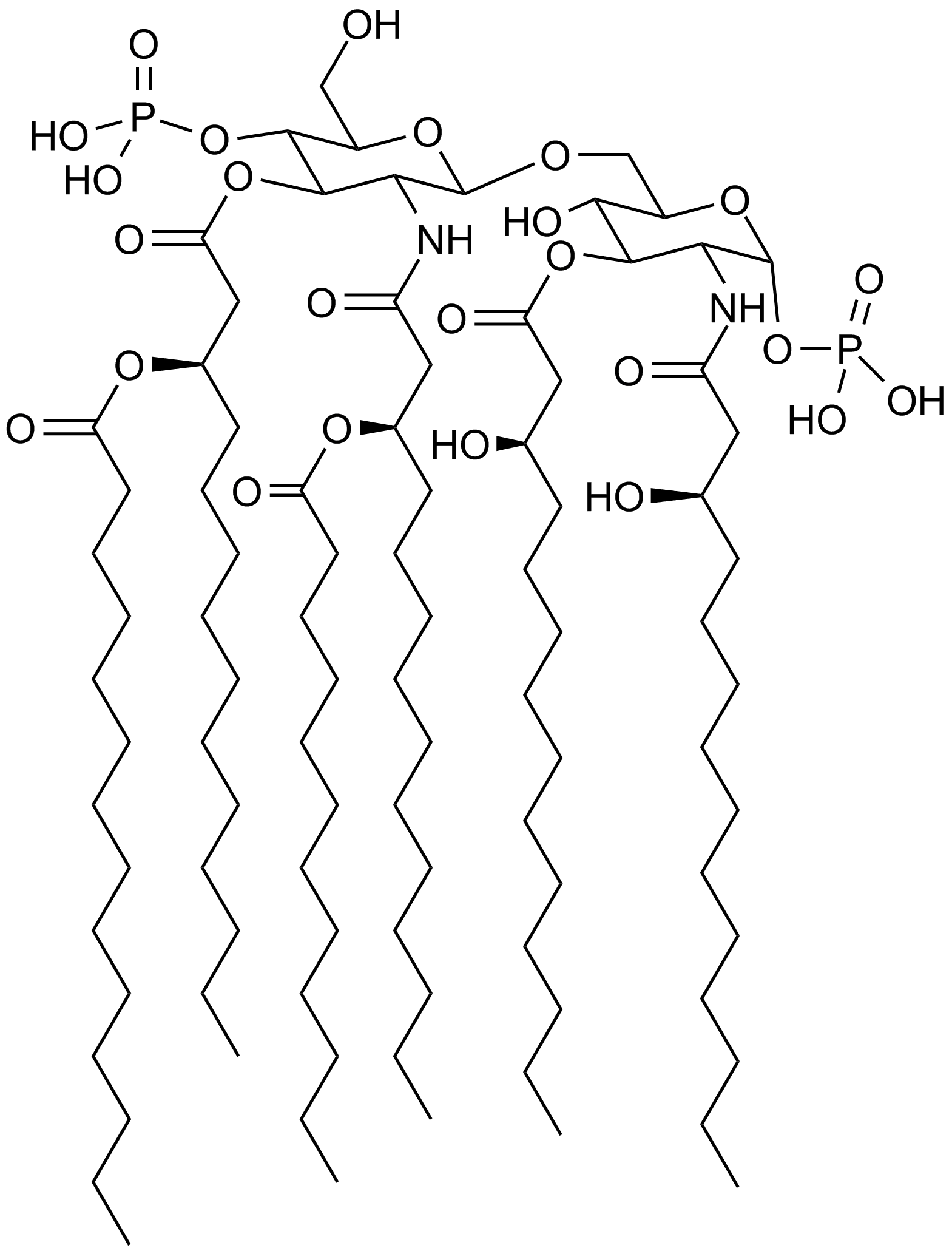
التركيب الكيميائي لليبيد A كالمتعارف عليه في البكتريا الإشريكية القولونية

يكون ليبيد A الدهني (بالإنجليزية: Lipid A) الجزء الذي يملك خصائص الذيفان الداخلي (بالإنجليزية: endotoxin)، ويعتبر المسؤول عن سمية البكتيريا سالبة الجرام. ويشكل هذا الدهن الطبقة  الداخلية (العميقة) من الطبقات الثلاثة المكونة  للغشاء عديد السكاريد الدهني (بالإنجليزية: lipopolysaccharide-اختصاراً LPS)  لهذه الأنواع من البكتريا، ويعرف أيضا بالذيفان الداخلي، حيث له طبيعة كاره للماء، وتسمح هذه الميزة لارتباط عديد السكاريد الدهني LPS إلى الغشاء الخارجي. وبالرغم من الأضرار السامة والمؤثرة له، تعتبر حساسية الجهاز المناعي لدى الإنسان لليبيد A الدهني من أهم العوامل للاستجابة المناعية  لعدوى بكتريا سالبة الجرام، ومن العناصر أيضاً الناجحة في مكافحة العدوى.

## التركيب الكيميائي
يتكون ليبيد A من وحدتين من الجلوكوزامين (الكربوهيدرات/السكر)  على شكل ارتباط وحدة بيتا (1→6)، مع اتصال سلاسل acyl ("الأحماض الدهنية")، وتحتوي عادة  على مجموعة واحدة من الفوسفات على كل جزء من الكربوهيدرات.
يحتوي التركيب المثالي لليبيد A والمحفز للمناعة على تقريبا  6 من سلاسل   acyl الدهنية. تعتبر أربعة من  سلاسل acyl والمتصلة مباشرة بالسكريات الجلوكوزامين من نوع سلاسل acyl بيتا هيدروكسي، وهي عادة ما بين  10 إلى 16 كربونات في الطول. بالإضافة إلى اثنين من سلاسل acyl غالبا ما ترتبط ببيتا هيدروكسي. على سبيل المثال،  يتكون ليبيد A في بكتريا الإشريكية القولونية عادة من أربعة سلاسل acyl الهيدروكسية ذات الموقع C14 والمتصلة مباشرة بالسكريات الجلوكوزامين، وواحدة من كل ذات الموقع C14 و C12 والمتصلة بمجموعة بيتا الهيدروكسي.
وقد تم اكتشاف المسار الحيوي لتركيب ليبيد A في بكتريا الإشريكية القولونية من قبل عمل الباحث Christian R. H. Raetz منذ 32 عاما. وكذلك اهتم علماء آخرون  في دراسة  تركيب وتأثير ليبيد A  على الخلايا حقيقية النواة، حيث بدء من قبل مجموعات من أوتو ويستفال، كريس Galanos ، إرنست T. Rietschel وهاجيمي تاكاهاشي منذ 1960s 
(Gmeiner, Luederitz, Westphal. Eur J Biochem 1969)(Kamio&Takahashi J Biochem 1971)(Luederitz, Galanos et al., J Infect Dis 1973).
.

## التركيب الحيوي

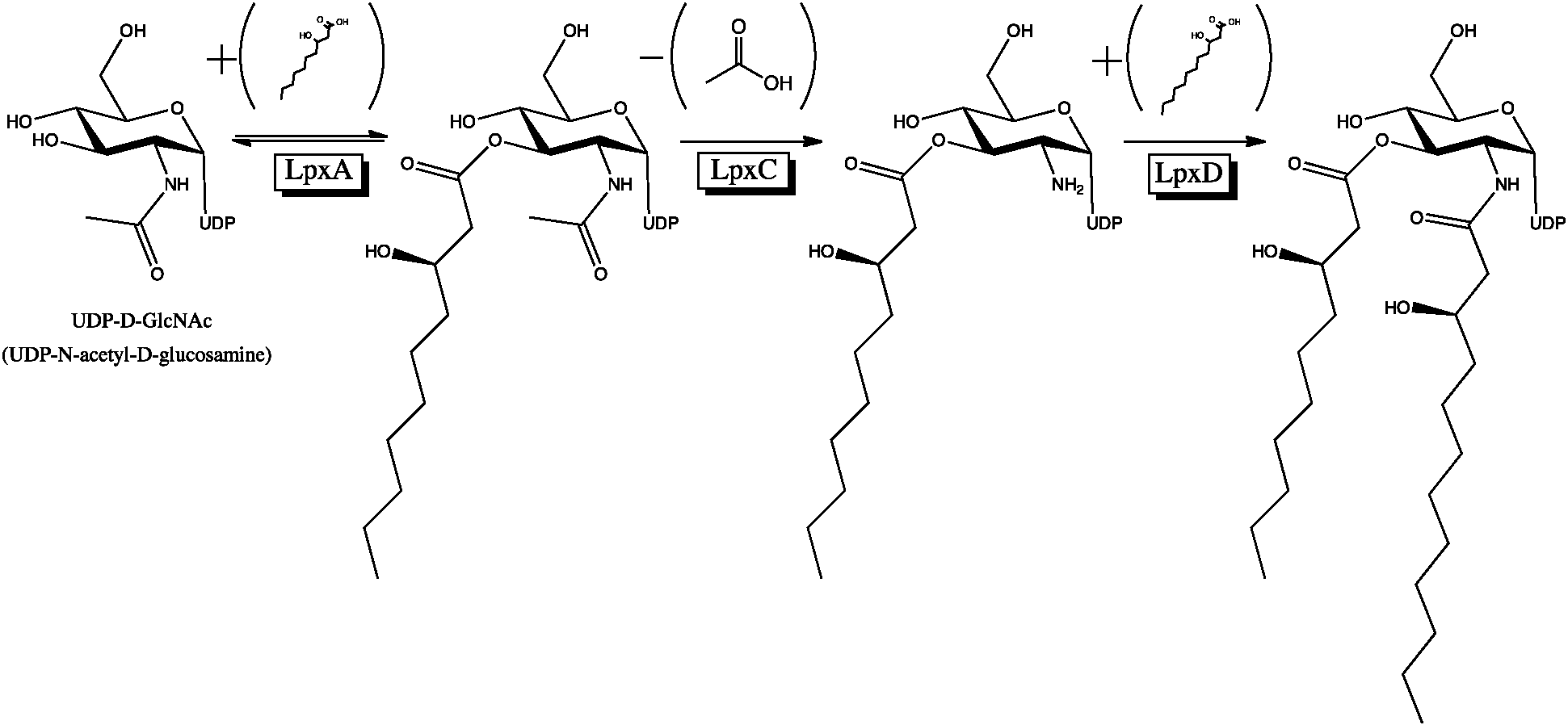
تركيب المصدر الأولي UDP-diacylglucosamine المكون لليبيد Lipid A

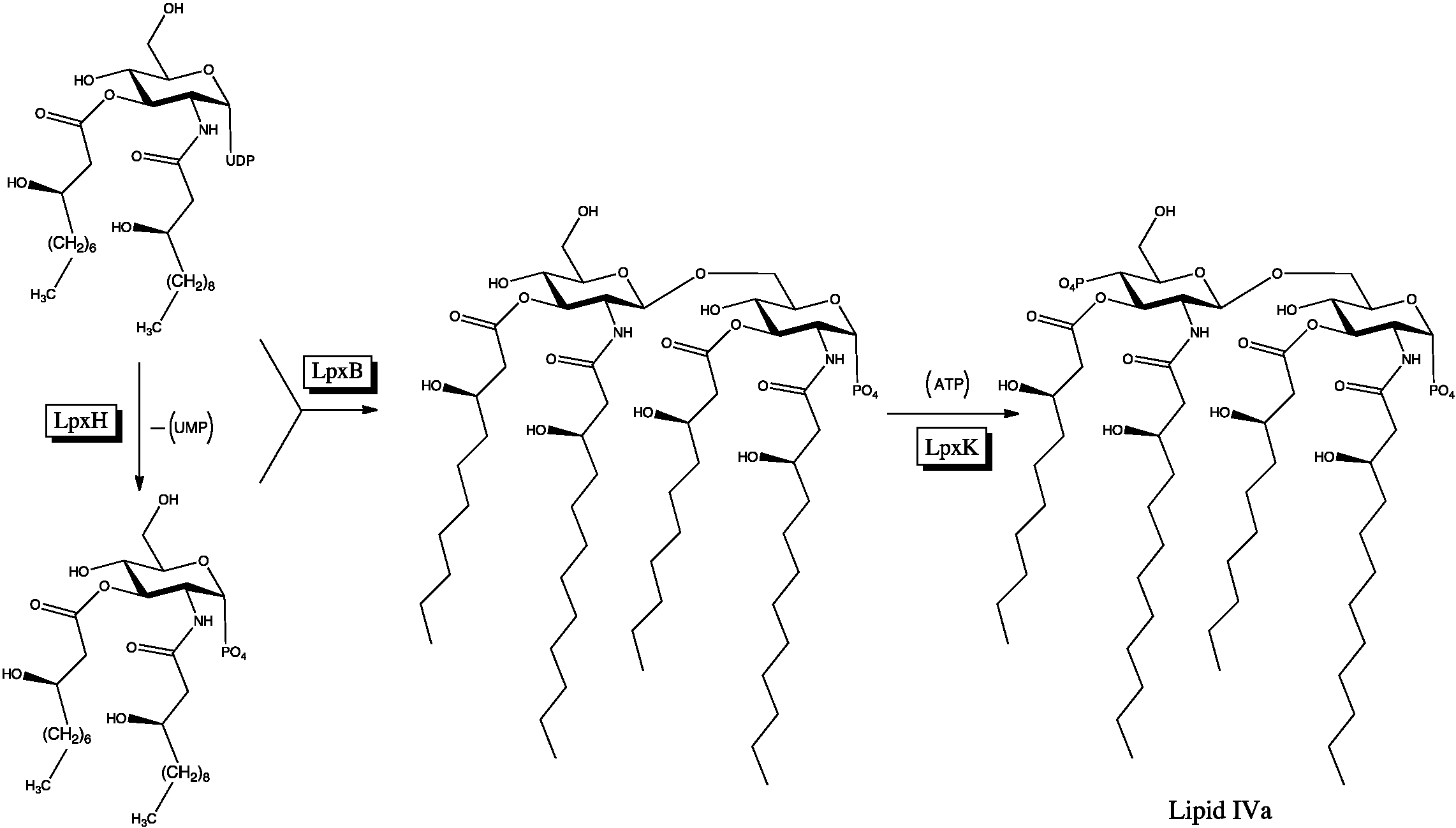
تركيب Lipid IV_{a}

## تثبيط وتنشيط الاستجابة المناعية
يعزى العديد من العوامل المهمة والقادرة على تنشيط المناعة ضد عديد السكاريد الدهني LPS إلى احتوائه على ليبيد A. فهو يعتبر محفز قوي جدا ومنبه للجهاز المناعي، بحيث يقوم على تفعيل الخلايا (على سبيل المثال، خلايا مناعية وحيدة أو خلايا كبيرة ملتهمة (بلعمية/الضامة)) في كميات من picogram في المليلتر.
لكن الإفراط في رد الفعل المناعي قد يكون خطيرًا، وذلك حين تكون موجودة في الجسم بتركيزات عالية ضد عدوى سلبية الجرام البكتيري، فقد تؤذي أنسجة المضيف وتسبب صدمة وموت، بما يعرف «خارج السيطرة» للاستجابة المناعية.
على العكس، حين يحتوي ليبيد A على عدد أقل من سلاسل acyl (على سبيل المثال؛ أربعة) يمكن أن يكون بمثابة مثبط للجزء المناعي الناجم عن البكتيريا سالبة الجرام، ومن أمثلة عليه المثبطات الاصطناعية التي تعرف بالإنجليزية (Eritoran)، حيث كانت ضمن التجارب السريرية من أجل الوقاية من الآثار الضارة الناجمة عن عدوى بكتريا سلبية الجرام. لكن تم مؤخراً ايقاف هذه المحاولات لعدم فعالية الكفاءة لها لدى المرضى الذين يعانون من التسمم الحاد.
من ناحية أخرى، يمكن أن تستخدم النسخ المعدلة من تركيب ليبيد A  كمكونات لقاحية (اللقاحات المساعدة بالإنجليزية:adjuvants) لتحسين تأثيرها. وقد رخصت إدارة الأغذية والعقاقير FDA مركب مشتق من ليبيد A(بالإنجليزية:Monophosphorylated lipid A -اختصاراًMPL)، حيث يتكون من مجموعة غير متجانسة من خليط لبييد A من بكترياSalmonella minnesota (السالمونيلا مينيسوتا) R595. والجدير بالذكر تفتقر الأنواع الرئيسية المشتقة من ليبيد A في مركب MPL   إلى واحد من مجوعتي  الفوسفات وخمسة من سلاسل acyl . وقد أشارت تجارب أخرى إلى أن إزالة   واحد أو اثنين من سلاسل acyl  من تركيب ليبيد A الأساسي قد يؤدي بشكل كبير إلى تقليل تنشيط الجسميات الالتهابية.
يعتمد النشاط البيولوجي لعديد السكاريد الدهني LPS على التركيب الكيميائي لجزءه ليبيد A. يعتبر، في المقام الأول، المستقبِل شبيه الجين العظيم4 (TLR4) مطلوب لاستشعار عديد السكاريد الدهني LPS لتفعيل دور المناعة الفطرية ضد البكتيريا سالبة الجرام في الجسم. وهي من الأنظمة الدفاعية الهامة إكلينيكيا  لمستقبلات  TLR4/MD-2ضد أنواع ليبيد A المميزة. قد تحور البكتيريا المسببة للأمراض  عديد السكاريد الدهني LPS بواسطة تقليل النشاط البيولوجي من جزءه ليبيد A وذلك لمنع الكشف عنه من الجهاز المناعي الفطري وبالتالي عدم قدرة مستقبلات  TLR4/MD-2 المعقدة على استشعاره، مما يؤدي إلى عدم الاستجابة المناعية للمضيف وزيادة خطر انتشار البكتيريا في الجسم. من ناحية أخرى، قد لا تتمكن مركبات ليبيد A على إحداث صدمة تعفن الدم في المرضى الأكثر قابلية  للمرض، مما يجعل المضاعفات الناجمة عن العدوى أكثر سيطرة. إن إدراك أفضل في فهم التراكيب المختلفة لجزء بسيط في التشكيلات الهيكلية المختلفة لليبيد A قد يضيف الكثير من المفاهيم والحلول التي بدروها تساهم في عملية تطوير آليات الاستجابة المناعية.

## آلية تفعيل الخلايا
قد تم الإشارة أن ليبيد A (وعديد السكاريد الدهني LPS) قادر على لتنشيط الخلايا عبر تنشيط مستقبِل TLR4 وMD-2 و CD14 على سطح الخلية. وبالتالي النظير لليبيد A  مثل عقار إريتوران eritoran يمكن أن تكون بمثابة عقار محدد للغاية يثبط مستقبلات TLR4. ويجرى تطوير هذه الأدوية لعلاج الإفراط في الاستجابات الالتهابية لعدوى البكتيريا سالبة الجرام.

## وصلات خارجية
- Lipid+A في المكتبة الوطنية الأمريكية للطب نظام فهرسة المواضيع الطبية (MeSH).

- مكتبة الدهون - ملخص من ليبيد A وعديد السكريات البكتيرية